# Michael Minj

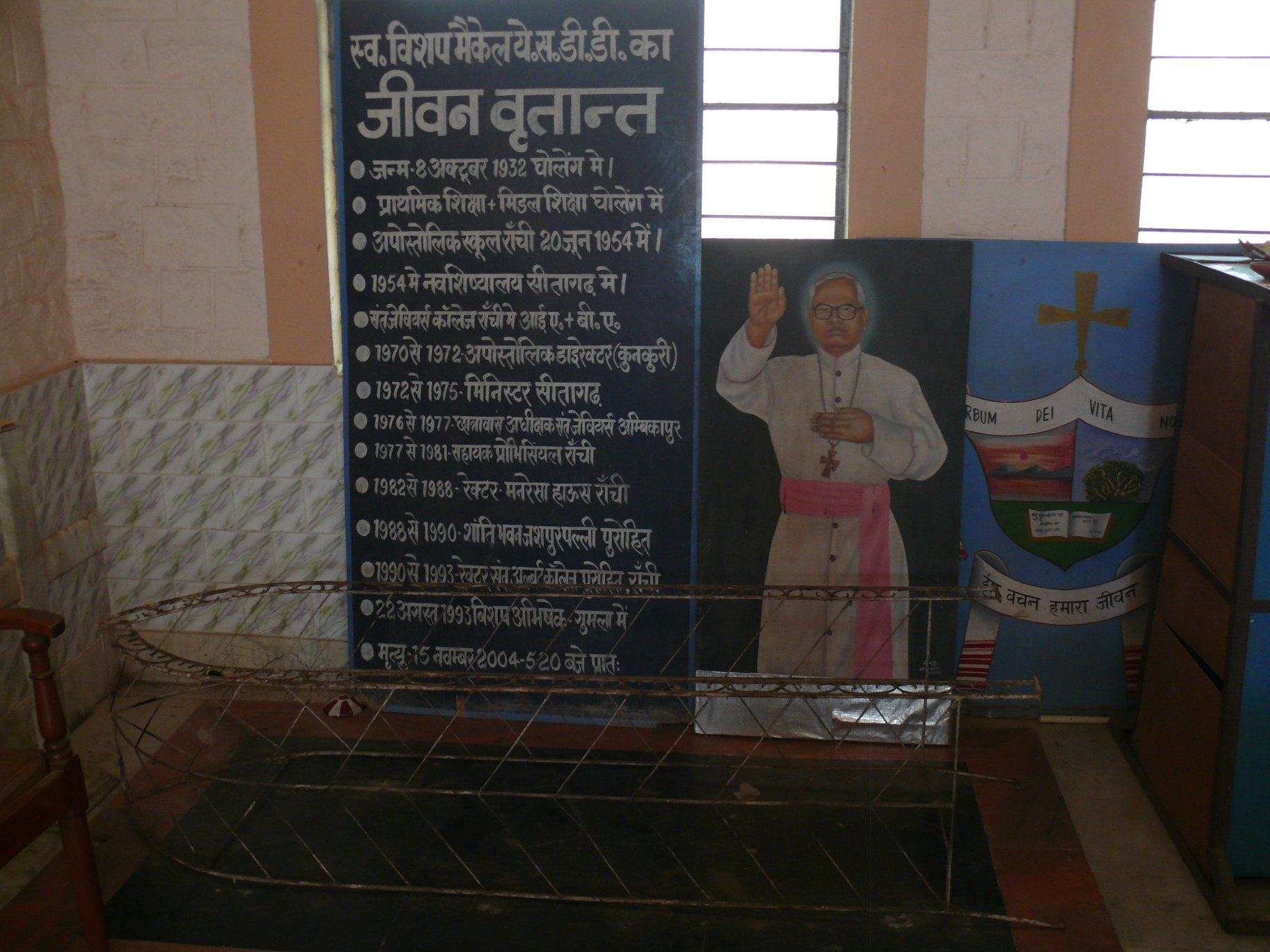
Michael Minj

Michael Minj SJ (* 8. Oktober 1932 in Gholeng, Indien; † 15. November 2004) war Bischof von Gumla. 

## Leben
Michael Minj trat der Ordensgemeinschaft der Jesuiten bei und empfing am 25. März 1965 die Priesterweihe. Johannes Paul II. ernannte ihn am 28. Mai 1993 zum Bischof von Gumla. Der Erzbischof von Ranchi Telesphore Placidus Toppo weihte ihn am 22. August desselben Jahres zum Bischof; Mitkonsekratoren waren Victor Kindo, Bischof von Raigarh und Philip Ekka SJ, Altbischof von Raipur.
Im Alter von 72 Jahren starb er am 15. November 2004.